# Jadwiga Kobendzina

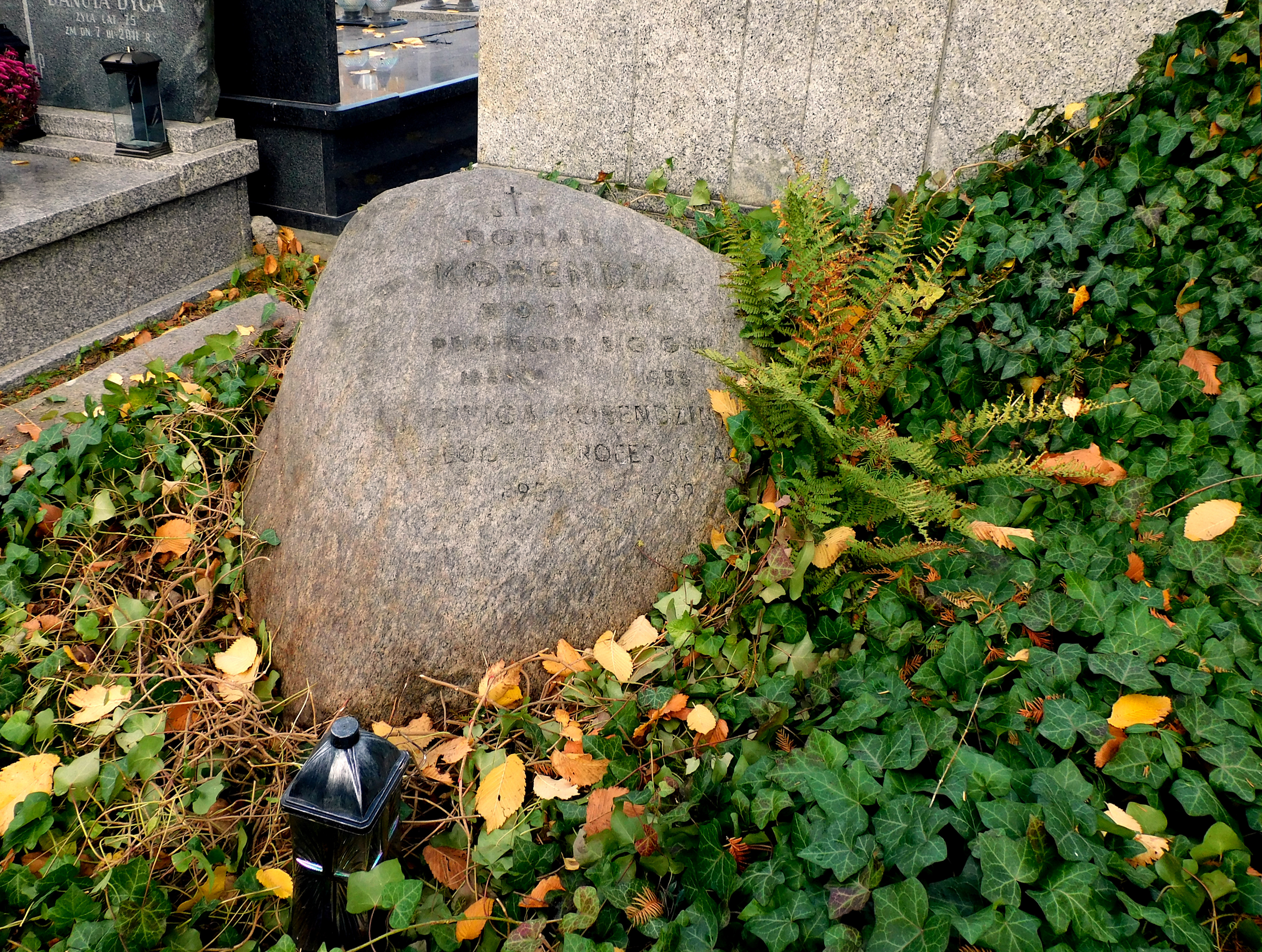
Grób Jadwigi i Romana Kobendzów na cmentarzu przy ul. Wałbrzyskiej w Warszawie

Jadwiga Kobendzina, właśc. Jadwiga Kobendza, z domu Kaczorowska (ur. 23 października 1895 w Dąbrowie Górniczej, zm. 10 lutego 1989 w Warszawie) – polska geografka i geomorfolożka, badaczka Puszczy Kampinoskiej.

## Życiorys
Szkołę średnią ukończyła w Warszawie (1912), gdzie mieszkała przez praktycznie całe życie. Po ukończeniu w 1915 kursu pedagogicznego, do 1918 pracowała w polskiej szkole w Moskwie. Po I wojnie światowej pracowała w Warszawie jako nauczycielka. Równolegle podjęła studia geograficzne na Uniwersytecie Warszawskim, gdzie w 1926 obroniła pod kierunkiem prof. Stanisława Lencewicza doktorat Studium geograficzne Puszczy Kampinoskiej.
W latach 1926–1927 pracowała w Zakładzie Geografii Wolnej Wszechnicy Polskiej. Do 1932 pracowała w szkolnictwie średnim, a w latach 1930–1938 była bibliotekarką w Polskim Towarzystwie Geograficznym.
W czasie okupacji pracowała jako ekspedientka. Po powstaniu warszawskim opuściła stolicę, do której wróciła po wojnie. Rozpoczęła pracę w Biurze Odbudowy Stolicy (1945–1946), a następnie Ogrodzie Botanicznym UW (1946–1948). Następnie do czerwca 1955 pracowała w Instytucie Geograficznym UW. W 1952 związała się z Instytutem Geografii i Zagospodarowania Przestrzennego Polskiej Akademii Nauk, od 1963 jako profesor nadzwyczajna. W grudniu 1965 przeszła na emeryturę, pracując nadal na kontrakcie. W latach 1957–1977 była członkinią Rady Naukowej Instytutu.
Opublikowała prace z zakresu genezy wydm i ochrony przyrody, była członkinią Polskiego Towarzystwa Geologicznego.
W 1966 wydawnictwo Wiedza Powszechna wydrukowało jej monografię pod tytułem Puszcza Kampinoska (wznowioną w 1971).
Odznaczona za zasługi na polu ochrony przyrody otrzymała: Srebrny (1952) i Złoty (1956) Krzyż Zasługi, Krzyż Kawalerski Orderu Odrodzenia Polski, Medal 10-lecia Polski Ludowej (1955), za zasługi dla województwa warszawskiego – Złotą Odznakę (1975); nagrodę za działalność naukową na terenie województwa. 
Jadwiga i Roman Kobendzowie zostali pochowani na służewskim cmentarzu przy ul. Wałbrzyskiej. Rosnącej przy ich grobie metasekwoi nadano ich imię i uznano za pomnik przyrody.

## Życie prywatne
Była żoną Romana Kobendzy. Mieli córkę (ur. 1927) i syna (ur. 1931). 

## Upamiętnienie
27 października 2023 roku szkole podstawowej w Koczargach Starych nadano imię prof. Jadwigi Kobendzy.